# Reprezentacja Iranu w piłce siatkowej mężczyzn

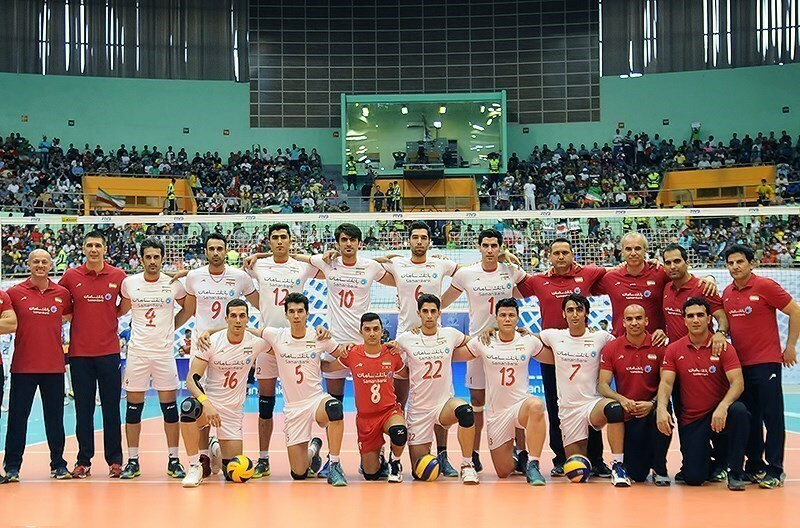
Reprezentacja Iranu w Lidze Światowej 2014

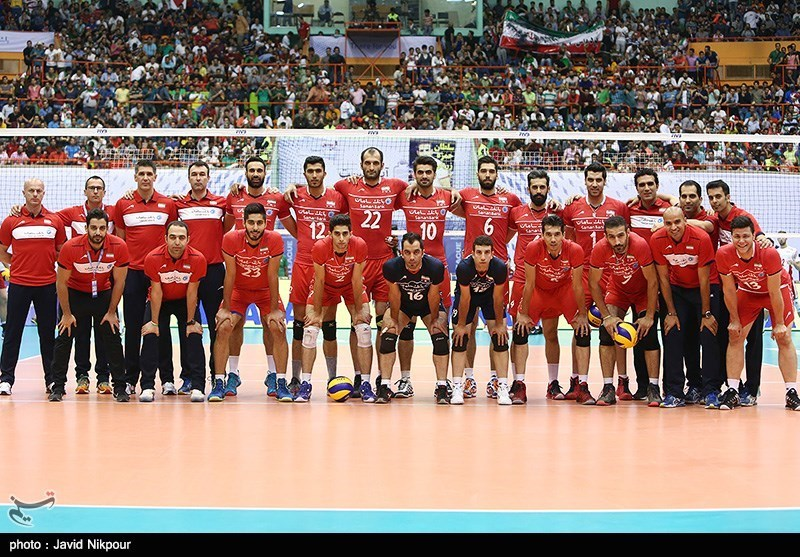
Reprezentacja Iranu w Lidze Światowej 2014

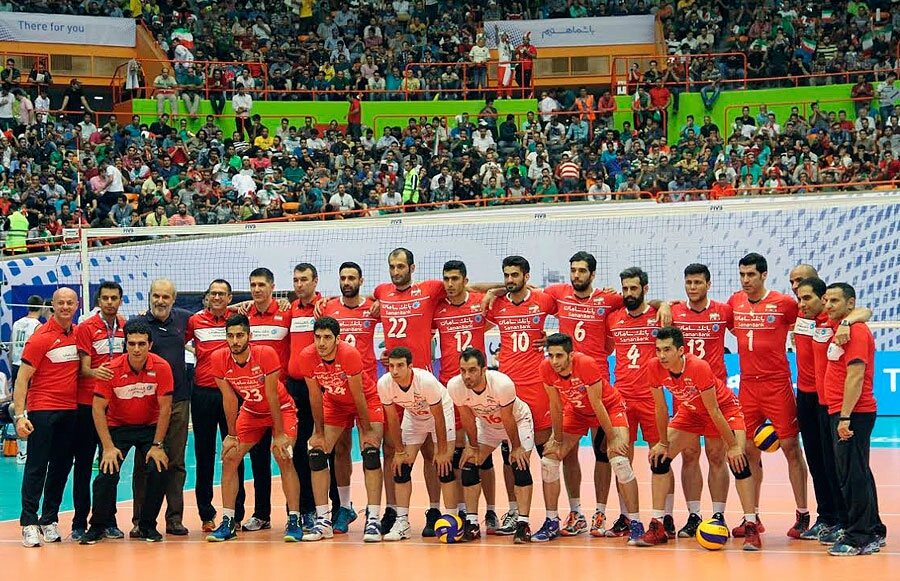
Reprezentacja Iranu w Lidze Światowej 2015

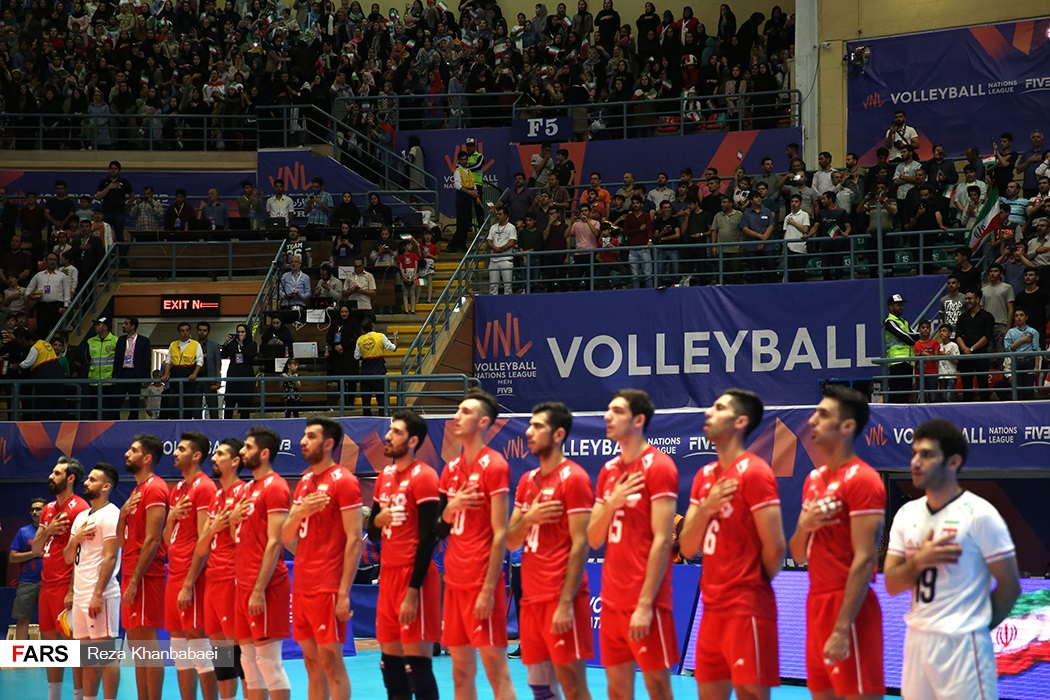
Reprezentacja Iranu w Lidze Narodów 2019

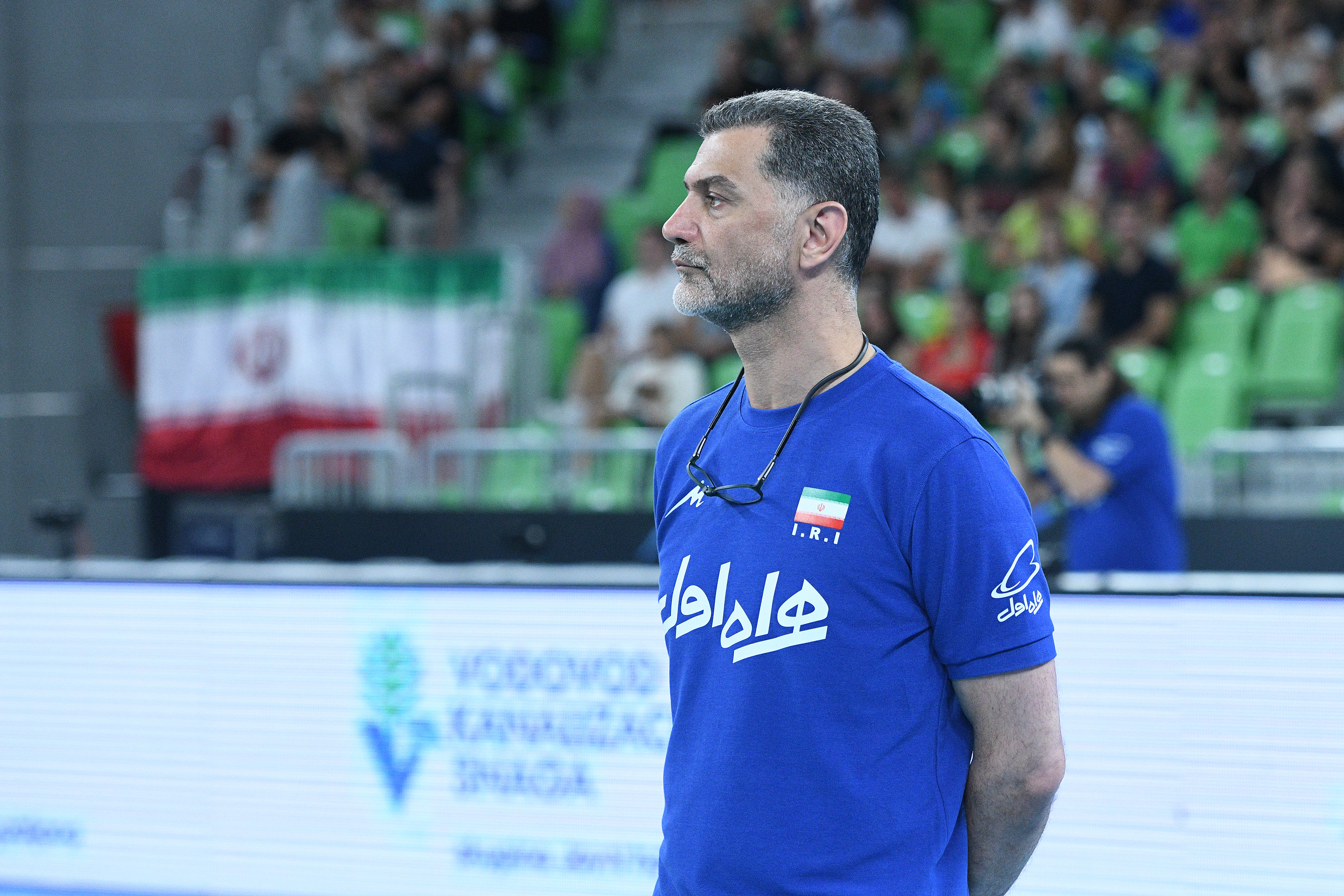
Behruz Ata'i trenerem reprezentacji Iranu w latach 2021-2023

Reprezentacja Iranu w piłce siatkowej mężczyzn – narodowa reprezentacja tego kraju, reprezentująca go na arenie międzynarodowej.
Na Mistrzostwach Azji w 2011 roku Iran osiągnął najlepszy wynik w historii, zostając Mistrzem Azji. Zespół pięciokrotnie brał udział w Mistrzostwach Świata.
W latach 2022–2023 trenerem przygotowania fizycznego reprezentacji Iranu był Wojciech Janas.

## Skład reprezentacji Iranu naLigę Narodów 2025[2]
Zawodnicy:
- 6. Bardija Saadat
- 7. Ehsan Daneszdust
- 8. Mohammad Reza Hazratpur
- 9. Porija Hosejn Khanzadeh
- 10. Amin Esma’ilneżad
- 11. Matin Ahmadi
- 12. Amirhosejn Esfandijar
- 14. Dżawad Karimisuchelma'i
- 15. Arszia Behneżad
- 20. Jusef Kazemi
- 21. Arman Salehi
- 22. Ali Haghparast
- 27. Mohammad Walizadeh
- 49. Morteza Szarifi
- 52. Puja Ariakhah
- 66. Sejjed Ejsa Naseri

## Trenerzy
| Lata      | Trener                 |
| --------- | ---------------------- |
| 1958–1963 | Ferejdun Szarifzadeh   |
| 1964–1966 | Hosejn Dżabbar Zadegan |
| 1970–1972 | Miloslav Ejem          |
| 1974      | Tadai Kuroda           |
| 1979      | Jadollah Kargarpiszeh  |
| 1987      | Farogh Fakherddini     |
| 1987–1989 | Masud Salehieh         |
| 1989      | Hosejn Ali Mehranpur   |
| 1991      | Mohammad Hejdarkhan    |
| 1993      | Ivans Bugajenkovs      |
| 1994      | Fumihiko Matsumoto     |
| 1995      | Masud Salehieh         |
| 1997      | Mehdi Saberpur         |
| 1998      | Fumihiko Matsumoto     |
| 1999–2001 | Mostafa Karchane       |
| 2001      | Hosejn Ali Mehranpur   |
| 2002–2005 | Park Ki-won            |
| 2006      | Milorad Kijac          |
| 2007–2008 | Zoran Gajić            |
| 2008–2010 | Hosejn Madani          |
| 2011–2014 | Julio Velasco          |
| 2014–2015 | Slobodan Kovač         |
| 2016      | Raúl Lozano            |
| 2017-2020 | Igor Kolaković         |
| 2020-2021 | Władimir Alekno        |
| 2021-2023 | Behruz Ata'i           |
| 2024      | Maurício Paes          |
| 2024      | Pejman Akbari          |
| 2025-     | Roberto Piazza         |

## Występy

### Igrzyska Olimpijskie
- IO '16 - 5. miejsce
- IO '20 - 9. miejsce

### Mistrzostwa Świata
- MŚ '70 - 21. miejsce
- MŚ '98 - 23. miejsce
- MŚ '06 - 23. miejsce
- MŚ '10 - 19. miejsce
- MŚ '14 - 6. miejsce
- MŚ '18 - 13. miejsce
- MŚ '22 - 13. miejsce
- MŚ '25 -

### Puchar Świata
- PŚ '91 - 11. miejsce
- PŚ '11 - 9. miejsce
- PŚ '15 - 8. miejsce
- PŚ '19 - 8. miejsce

### Puchar Wielkich Mistrzów
- PWM '09 - 5. miejsce
- PWM '17 - 3. miejsce

### Liga Światowa
- LŚ '13 - 9. miejsce
- LŚ '14 - 4. miejsce
- LŚ '15 - 7. miejsce
- LŚ '16 - 8. miejsce
- LŚ '17 - 11. miejsce

### Liga Narodów
- LN '18 - 10. miejsce
- LN '19 - 5. miejsce
- LN '21 - 12. miejsce
- LN '22 - 7. miejsce
- LN '23 - 14. miejsce
- LN '24 - 15. miejsce

### Mistrzostwa Azji
- MA '79 - 6. miejsce
- MA '87 - 10. miejsce
- MA '89 - 8. miejsce
- MA '91 - 7. miejsce
- MA '93 - 5. miejsce
- MA '95 - 5. miejsce
- MA '97 - 6. miejsce
- MA '99 - 5. miejsce
- MA '01 - 5. miejsce
- MA '03 -  3. miejsce
- MA '05 - 6. miejsce
- MA '07 - 5. miejsce
- MA '09 -  2. miejsce
- MA '11 -  1. miejsce
- MA '13 -  1. miejsce
- MA '15 -  2. miejsce
- MA '17 - 5. miejsce
- MA '19 -  1. miejsce
- MA '21 -  1. miejsce
- MA '23 -  2. miejsce[6]

### Igrzyska Azjatyckie
- IA '58 -  2. miejsce
- IA '66 -  3. miejsce
- IA '70 - 5. miejsce
- IA '74 - 4. miejsce
- IA '94 - 5. miejsce
- IA '02 -  2. miejsce
- IA '06 - 6. miejsce
- IA '10 -  2. miejsce
- IA '14 -  1. miejsce
- IA '18 -  1. miejsce
- IA '22 -  1. miejsce[7]

### Puchar Azji
- PA '08 -  1. miejsce
- PA '10 -  1. miejsce
- PA '12 -  2. miejsce
- PA '14 - 4. miejsce
- PA '16 -  1. miejsce
- PA '18 -  2. miejsce

### Igrzyska Zachodnioazjatyckie
- IZA '05 -  2. miejsce

### Igrzyska solidarności islamskiej
- ISI '05 -  1. miejsce
- ISI '13 -  1. miejsce

## Kadra w 2014 roku
Skład na Mistrzostwach Świata 2014.
- I trener:  Slobodan Kovač
- Asystent:  Slobodan Prakljačić
- Asystent:  Rahman Mohammadirad

| Nr. | Zawodnik              | Data ur.   | Pozycja      | Wzrost w cm | Waga w kg | Klub                 |
| --- | --------------------- | ---------- | ------------ | ----------- | --------- | -------------------- |
| 1   | Szahram Mahmudi       | 20.07.1988 | Atakujący    | 198         | 95        | Matin Waramin        |
| 2   | Milad Ebadipur        | 17.10.1993 | Przyjmujący  | 202         | 78        | PGE Skra Bełchatów   |
| 3   | Saman Fa’ezi          | 23.08.1991 | Środkowy     | 204         | 87        | Pajkan Teheran       |
| 4   | Sa’id Maruf           | 20.10.1985 | Rozgrywający | 189         | 81        | Matin Waramin        |
| 5   | Farhad Gha’emi        | 28.08.1989 | Atakujący    | 197         | 73        | Barij Essence Kashan |
| 6   | Mohammad Musawi       | 22.08.1987 | Środkowy     | 203         | 86        | Matin Waramin        |
| 7   | Purija Fajjazi        | 12.01.1993 | Przyjmujący  | 194         | 87        | Szahrdari Urmia      |
| 8   | Farhad Zarif          | 03.03.1983 | Libero       | 165         | 60        | Kalleh Mazandaran VC |
| 9   | Adel Gholami          | 09.02.1986 | Środkowy     | 195         | 88        | Kalleh Mazandaran VC |
| 10  | Amir Ghafur           | 06.06.1991 | Atakujący    | 202         | 90        | Barij Essence Kashan |
| 12  | Modżtaba Mirzadżanpur | 07.10.1991 | Przyjmujacy  | 195         | 88        | Matin waramin        |
| 13  | Mahdi Mahdawi         | 13.02.1984 | Rozgrywający | 191         | 96        | Barij Essence Kashan |
| 15  | Armin Taszakkori      | 08.12.1986 | Środkowy     | 200         | 94        | Barij Essence Kashan |
| 16  | Abdorreza Alizade     | 19.02.1987 | Libero       | 183         | 80        | Szahrdari Urmia      |

## Sponsorzy techniczni
| Lata      | Producent odzieży | Sponsor                       |
| --------- | ----------------- | ----------------------------- |
| 2001–2009 | ASICS - IDEAL     |                               |
| od 2010   | Merooj            | Tabarok - Roamer - Saman Bank |